# Remberto Giménez
Remberto Giménez (Coronel Oviedo, 4 de febrero de 1898 - Asunción, 15 de febrero de 1977) fue un músico y compositor paraguayo. En 1933, por encargo del presidente Eusebio Ayala, arregló y desarrolló la versión del himno nacional del Paraguay que hasta la fecha se sigue utilizando.

## Biografía
Nació en Coronel Oviedo, Paraguay el 4 de febrero de 1898, hijo de Ciriaco Giménez y Ana Bella Benítez. Al concluir su servicio militar estudió teoría, solfeo y violín con Vicente Maccarone, en el Ateneo Paraguayo, entonces denominado Instituto Paraguayo. 
En 1920 fue becado por el gobierno paraguayo (a instancias del Ateneo) a Buenos Aires, donde ingresó en el Conservatorio Nacional, asistiendo a clases de violín y música de cámara con Andrés Gaos, y de composición con Alberto Williams y Celestino Piaggio.
Realizó sus estudios musicales en la Banda de Músicos de la Policía de la Capital bajo Nicolino Pellegrini, donde luego fue profesor de teoría musical y partícipe en la formación de José Asunción Flores y de Fernando Centurión. También fue alumno de Salvador Déntice.
Al regresar al Paraguay, obtuvo una nueva beca del gobierno paraguayo y con ella viajó a Europa donde ingresó en la “Schola Cantorum” de París; allí asistió, durante dos años, a las clases de perfeccionamiento de violín de Lucien Capet y en la célebre Sorbona tomó cursos de Estética e Historia de la Música.
En 1927 se trasladó a Berlín, donde se perfeccionó en violín y música de cámara con Alejandro Perschnicoff, en el Stern Vhes Conservatorium.

## Carrera
A partir de 1928 se radicó definitivamente en el Paraguay, constituyéndose en uno de los principales animadores de la vida musical en su país. Junto a los músicos Alfred Kamprad (músico de nacionalidad alemana avecindado al Paraguay), Enrique Marsal y Erik Piezunka integró el Cuarteto de Asunción, el más importante referente y representante de la música de cámara en el Paraguay de esos años. Organizó el primer concierto de una orquesta sinfónica completa, en 1928, con motivo del Centenario de Franz Schubert. Ocupó cargos directivos en el Instituto Paraguayo y, luego de la fusión de éste con el Gimnasio Paraguayo, en el reestructurado Ateneo Paraguayo.
En 1934 se realizó una encuesta nacional para determinar el autor de la música del Himno Nacional Paraguayo. El gobierno nacional, luego del dictamen de una comisión especialmente integrada para el efecto, declaró auténtica la versión reconstruida y presentada por Remberto Giménez.
En 1940 fundó la Escuela Normal de Música, institución de enseñanza musical de destacada labor.
En 1957 logró el auspicio de la Municipalidad de Asunción para la puesta en marcha de la Orquesta Sinfónica de la Ciudad de Asunción (OSCA), de la que fue director hasta su fallecimiento. Al año siguiente presentó, con la Orquesta Sinfónica de la Radio de Bonn, Alemania, su «Rapsodia paraguaya», constituyéndose en el primer músico paraguayo que dirigió una orquesta sinfónica europea.
En 1963 dirigió la Orquesta Sinfónica Brasilera en el Teatro Municipal de Río de Janeiro y en el Teatro Tupi de Canal 7 de São Paulo. 
Fue incansable organizador de actividades musicales y participó de innumerables eventos culturales. En este contexto, fue miembro de la Academia de la Lengua y la Cultura Guaraní; uno de los principales impulsores de la fusión del Instituto con el Gimnasio Paraguayo, de la cual surge nuevamente el Ateneo Paraguayo; primer presidente de Autores Paraguayos Asociados (APA); docente en los Colegios Nacionales de la Capital y de Niñas, de Asunción; director general ad honorem de Música, departamento dependiente del Ministerio de Educación y Culto.
En el campo educacional participó en la formación de orfeones y escribió arreglos de canciones populares, escribiendo obras musicales dedicadas a la juventud. De la Escuela Normal de Música surgieron brillantes intérpretes del piano y el violín, aunque se le critica el hecho de haberse mostrado reticente a compartir sus conocimientos acerca de la no siempre fácil disciplina de la composición, razón por la cual no dejó discípulos en este terreno. Otro punto objetable de su labor lo constituye el hecho de que siendo Director de la OSCA no permitió ni invitó jamás a algún otro director, nacional o extranjero, a presentarse al frente de esa agrupación orquestal.
Fue un gran orquestador y en algunas de sus obras, como la «Rapsodia paraguaya» se observa un tratamiento armónico moderno muy superior al de las obras sinfónicas de otros compositores paraguayos de su tiempo. Fue, asimismo, un gran violinista, si bien su labor como director de orquesta -fuera de sus dotes de gran organizador- fue limitada.
Como creador, sus obras sinfónicas se mantienen dentro de la línea del nacionalismo musical de corte romántico y contemplativo. Sus demás composiciones se encuentran dentro de un limitado estilo de melodías populares orquestadas con refinamiento y buen gusto.
Dirigió y publicó varias ediciones musicales de sus arreglos de Himnos y Cantos Patrióticos, así como de las versiones oficiales para canto y piano, coro, banda y orquesta sinfónica del Himno Nacional Paraguayo. Editó, con los auspicios de la Municipalidad de Asunción, dos discos grabados por la Orquesta Sinfónica de la Ciudad de Asunción, solistas y coro, con canciones populares e himnos patrióticos.

## Composiciones
La composición de sus obras pertenecen a la línea del nacionalismo musical de corte romántico y contemplativo. Fue excepcional orquestador, y en algunas obras como en «Rapsodia paraguaya» (de Nicolino Pellegrini) se observa un tratamiento armónico, moderno y temático, superador de otras obras sinfónicas de compositores nacionales contemporáneos.
Entre sus obras: Campamento Cerro León, La Golondrina, Nostalgias del terruño, Ka´aguy Ryakua (Fragancia del bosque) y Kuarahy oike jave (Cuando entra el Sol), la Marcha presidencial y numerosos arreglos de música popular para orquesta sinfónica.
Es autor de piezas breves para violín y piano.
Entre sus canciones: Himno a la juventud, Canción de paz, Al pie de tu reja y Conscripto, Himno del Colegio Nacional de la Capital y Armonía.

## Vida personal
Se casó con la señora Lidia Fiandro, con quien tuvo descendencia.

## Muerte
Falleció en Asunción el 15 de febrero de 1977 a los 79 años.